# Juilly (Seine-et-Marne)
Juilly je francouzská obec v departementu Seine-et-Marne v regionu Île-de-France. V roce 2012 zde žilo 2 205 obyvatel.

## Poloha obce
Sousední obce jsou: Montgé-en-Goële, Nantouillet, Saint-Mard a Thieux.

## Vývoj počtu obyvatel
Počet obyvatel